# Jan Långbens paradis
Jan Långbens paradis (engelska: Hello Aloha) är en amerikansk animerad kortfilm med Långben från 1952.

## Handling
Långben är trött på det vardagliga arbetslivet som han upplever som stressigt. Han bestämmer sig för att lämna arbetslivet för ett mer lugnt och stillsamt liv på en ö i Söderhavet.

## Om filmen
Filmen hade svensk premiär den 5 oktober 1953 på biografen Spegeln i Stockholm.

## Rollista
- Pinto Colvig – Långben[7]
- Harry Owens – orkesterledare[5]